# Sowiecka Formuła Mondial Sezon 1988
1988 – pierwszy sezon Sowieckiej Formuły Mondial. Składał się z trzech eliminacji. Mistrzem został Toomas Napa (Estonia 21.10).

## Kalendarz wyścigów
| Runda | Data        | Tor     | Pole position | Najszybsze okrążenie | Zwycięzca (kierowcy) | Zwycięzca (zespoły) |
| ----- | ----------- | ------- | ------------- | -------------------- | -------------------- | ------------------- |
| 1     | 24 kwietnia | Rustawi | ?             | ?                    | Toomas Napa          | DOSAAF Tallinn      |
| 2     | 5 czerwca   | Kijów   | ?             | ?                    | Raivo Hääl           | DOSAAF Tallinn      |
| 3     | 19 czerwca  | Ryga    | ?             | Toomas Napa          | Toomas Napa          | DOSAAF Tallinn      |

## Klasyfikacja kierowców
| Legenda oznaczeń w tabelach wyników Wyświetl szablon na nowej stronie | Legenda oznaczeń w tabelach wyników Wyświetl szablon na nowej stronie                                                                     |
| Oznaczenie                                                            | Wyjaśnienie |
| --------------------------------------------------------------------- | --- |
| Złoty                                                                 | Zwycięzca lub mistrzostwo |
| Srebrny                                                               | 2. miejsce lub wicemistrzostwo |
| Brązowy                                                               | 3. miejsce lub II wicemistrzostwo |
| Zielony                                                               | Ukończył, punktował (w klasyfikacji generalnej, gdy zdobył co najmniej jeden punkt na przestrzeni sezonu, poza trzema powyższymi opcjami) |
| Niebieski                                                             | Ukończył, nie punktował (w klasyfikacji generalnej, gdy nie zdobył co najmniej jednego punktu na przestrzeni sezonu)                      |
| Czerwony                                                              | Nie zakwalifikował się (NZ) |
| Czerwony                                                              | Nie prekwalifikował się (NPK) |
| Różowy                                                                | Nie ukończył (NU) |
| Różowy                                                                | Niesklasyfikowany (NS) (w klasyfikacji generalnej, gdy nie został sklasyfikowany w żadnym wyścigu sezonu)                                 |
| Czarny                                                                | Zdyskwalifikowany (DK) |
| Czarny                                                                | Wykluczony (WYK/EX) |
| Biały                                                                 | Nie wystartował (NW) |
| Biały                                                                 | Kontuzjowany (K/INJ) |
| Biały                                                                 | Wyścig odwołany (OD/C) |
| Bez koloru                                                            | Został wycofany (WYC/WD) |
| Bez koloru                                                            | Nie przybył (NP/DNA) |
| Bez koloru                                                            | Nie brał udziału w treningach (NT/DNP) |
| Bez koloru                                                            | Nie został zgłoszony (–) |
| Pogrubienie                                                           | Start z pole position |
| Kursywa                                                               | Najszybsze okrążenie wyścigu |
| †                                                                     | Nie ukończył, ale jego rezultat został zaliczony ze względu na przejechanie więcej niż 90% dystansu wyścigu.                              |
| *                                                                     | Sezon w trakcie |
| 1/2/3                                                                 | Punktowana pozycja w sprincie kwalifikacyjnym                                                                                             |
| Lista systemów punktacji Formuły 1                                    | |

| Poz. | Kierowca               | Zespół                 | RST | CZJ | RGA | Punkty |
| ---- | ---------------------- | ---------------------- | --- | --- | --- | ------ |
| 1    | Toomas Napa            | DOSAAF Tallinn         | 1   | NU  | 1   | 100    |
| 2    | Raivo Hääl             | DOSAAF Tallinn         | 4   | 1   | 3   | 93     |
| 3    | Avo Soots              | DOSAAF Tallinn         | 3   | 3   | 2   | 89     |
| 4    | Władisław Barkowski    | Spartak Moskwa         | 2   | 4   | 6   | 87     |
| 5    | Wiktor Pjatych         | DOSAAF Togliatti       | 7   | 2   | -   | 84     |
| 6    | Pawieł Łakija          | DOSAAF Widnoje         | NU  | 5   | 5   | 80     |
| 7    | Siergiej Gorszeniew    | DOSAAF Widnoje         | -   | 8   | 4   | 78     |
| 8    | Sergejs Pugačs         | DOSAAF Ryga            | 6   | 9   | 8   | 76     |
| 9    | Jewgienij Molczanow    | DOSAAF Moskwa          | NU  | 6   | 10  | 74     |
| 10   | Aleksandr Sieropow     | Sowieckaja Armia Kijów | 10  | 7   | 14  | 73     |
| 11   | Walerij Sułtanow       | DOSAAF Machaczkała     | 8   | 11  | NU  | 71     |
| 12   | Aleksandr Ceruaszwili  | DOSAAF Tbilisi         | 9   | 14  | NU  | 67     |
| 13   | Michaił Dżawachiszwili | DOSAAF Tbilisi         | 11  | 13  | 15  | 66     |
| 14   | Aleksandr Armand       | DOSAAF Moskwa          | 14  | 10  | -   | 66     |
| 15   | Garri Mazmanow         | DOSAAF Baku            | 15  | 12  | 13  | 65     |
| 16   | Aleksandr Jeremiejew   | Spartak Leningrad      | -   | NU  | 12  | 63     |
| 17   | Urmas Haamer           | DOSAAF Harju           | 5   | NU  | NU  | 40     |
| 18   | Ott Vanaselja          | Kalev Tallinn          | -   | NU  | 7   | 38     |
| 19   | Sergejs Mironenko      | DOSAAF Kowno           | NU  | NU  | 9   | 36     |
| 20   | Anatolij Szimakowskij  | Sowieckaja Armia Mińsk | NU  | -   | 11  | 34     |
| 21   | Andris Skreija         | DOSAAF Ryga            | 12  | NU  | -   | 33     |
| 22   | Aleksandr Romaszin     | DOSAAF Borysów         | 13  | NU  | -   | 32     |
| 23   | Lembit Tammsaar        | DOSAAF Tallinn         | NU  | -   | -   | 29     |
| NS   | Władimir Kriwodub      | DOSAAF Tallinn         | NU  | NU  | -   | 0      |
| NS   | Władimir Sorokinskij   | Spartak Leningrad      | NU  | -   | -   | 0      |
| NS   | Eduard Markowski       | DOSAAF Leningrad       | NU  | -   | -   | 0      |
| NS   | Władimir Gawrilenko    | DOSAAF Krzemieńczuk    | -   | NU  | -   | 0      |